# Bäckerei

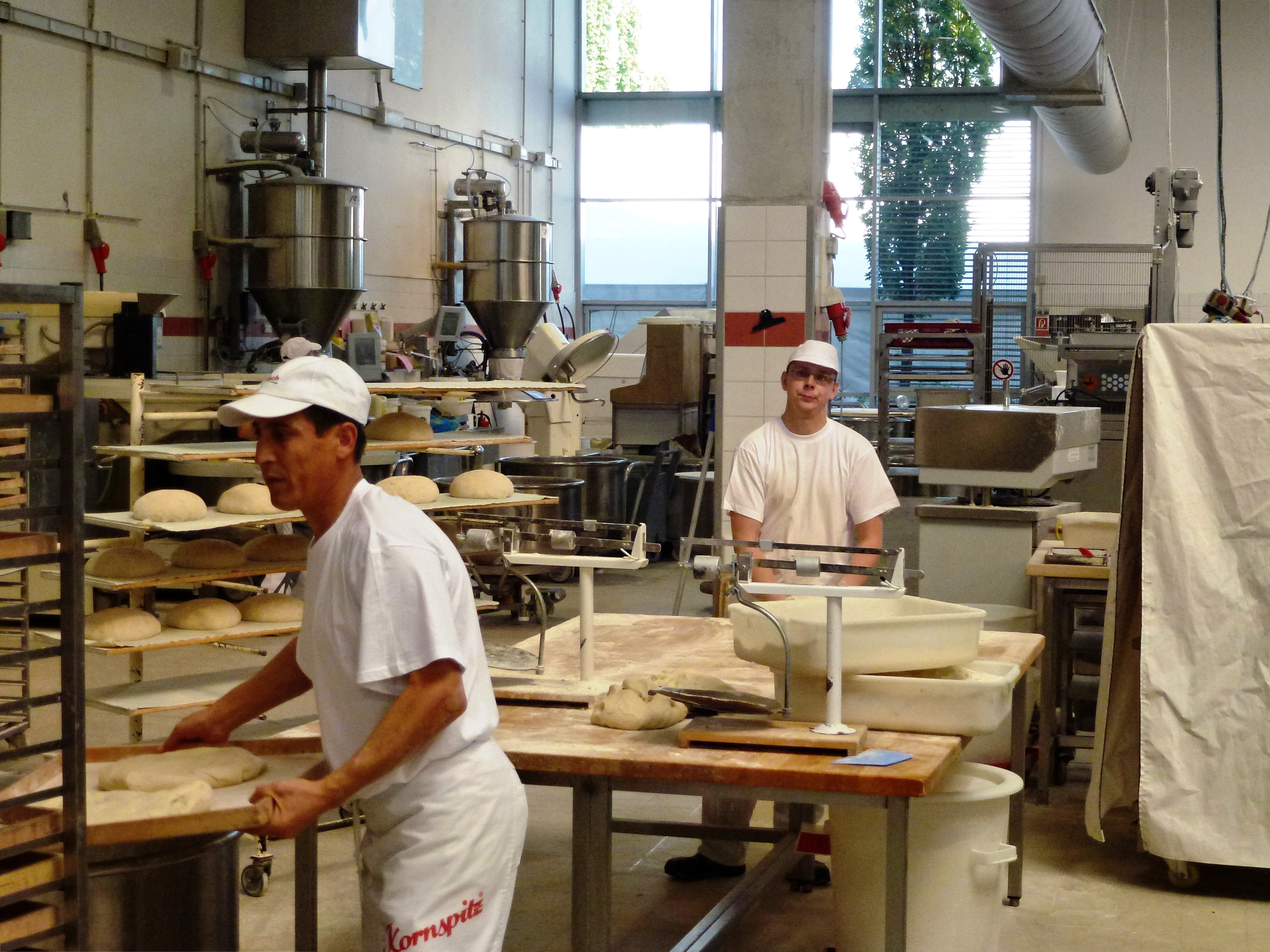
Moderne Backstube

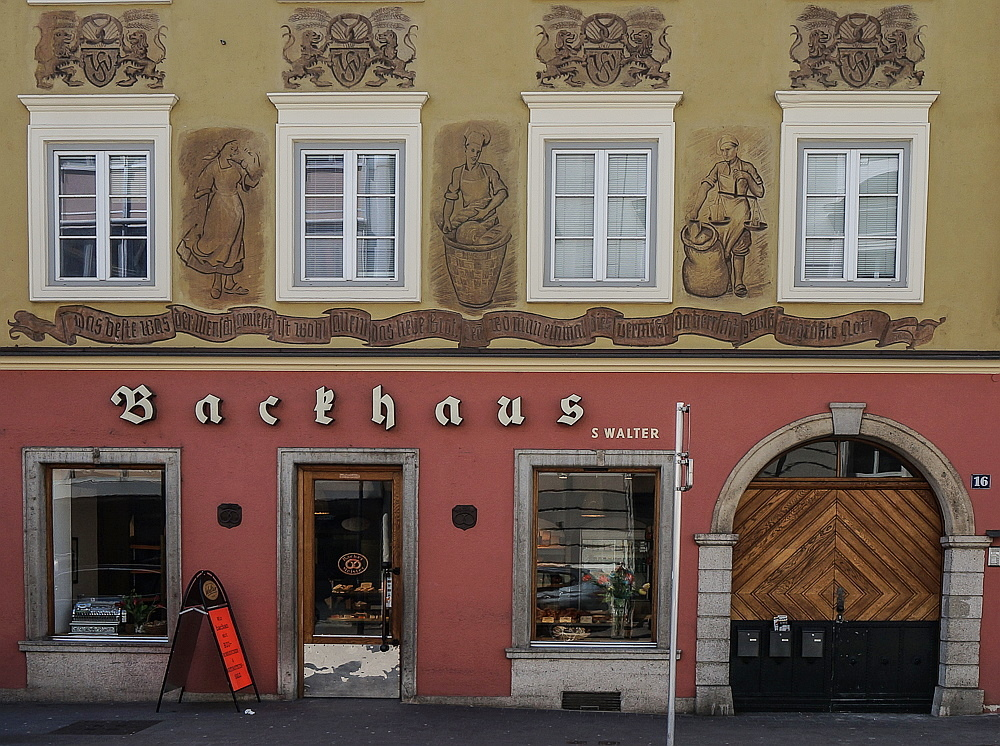
Bäckerei Backhaus in Klagenfurt, Kärnten, Österreich

Eine Bäckerei ist ein Handwerksbetrieb, in dem Backwaren wie zum Beispiel Brot, Brötchen, Brezeln, Kaffeegebäcke oder Kuchen hergestellt werden.
Die meist unmittelbar an die Produktionsräume angrenzenden Verkaufsräumlichkeiten heißen Bäckerladen und sind oft mit einer Brezel auf dem Nasenschild gekennzeichnet. Der Produktionsbereich wird Backstube genannt.

## Backstube

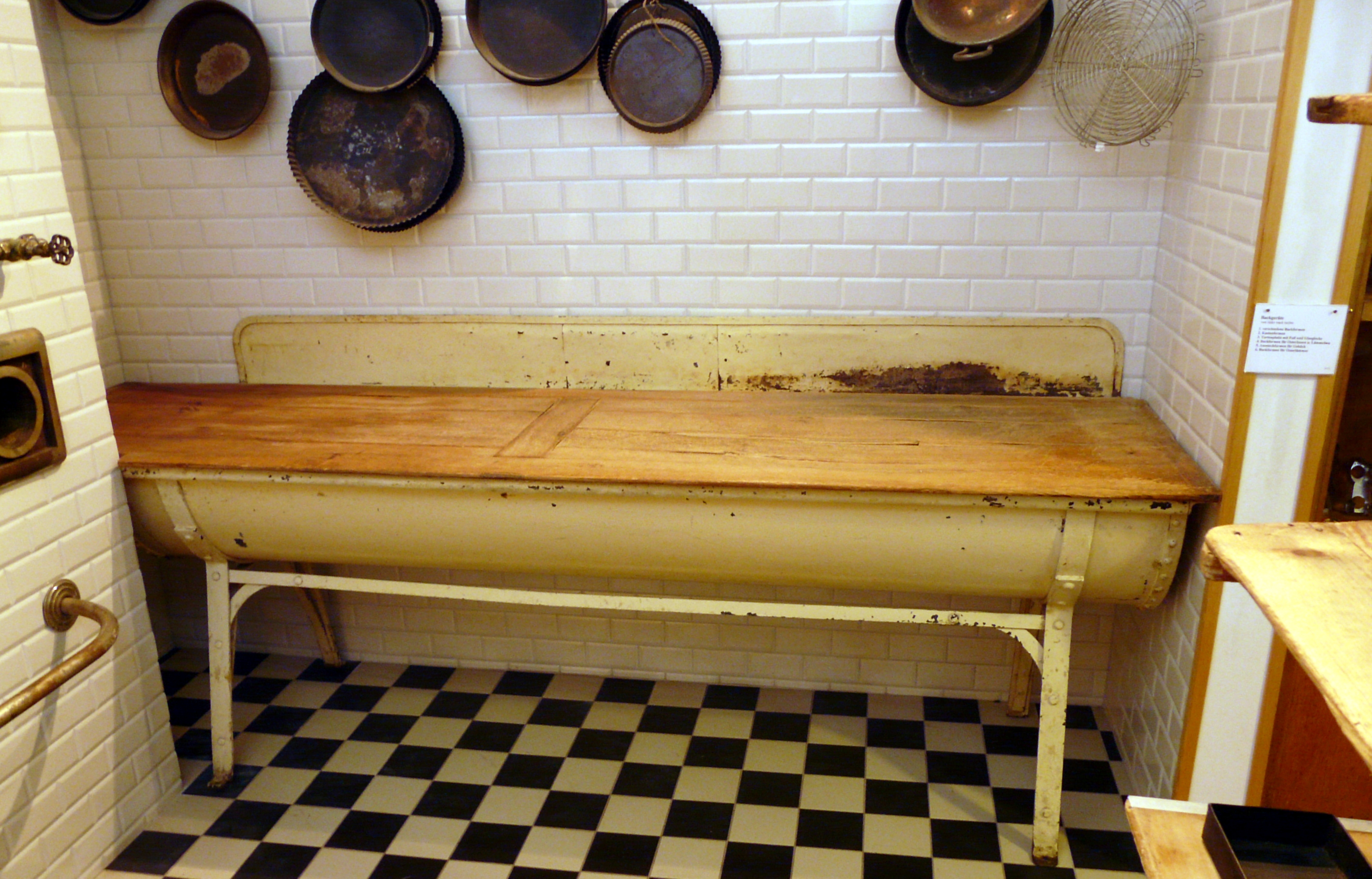
Vor dem Einsatz von Knetmaschinen wurden die Teige von Hand in Backmulden geknetet.

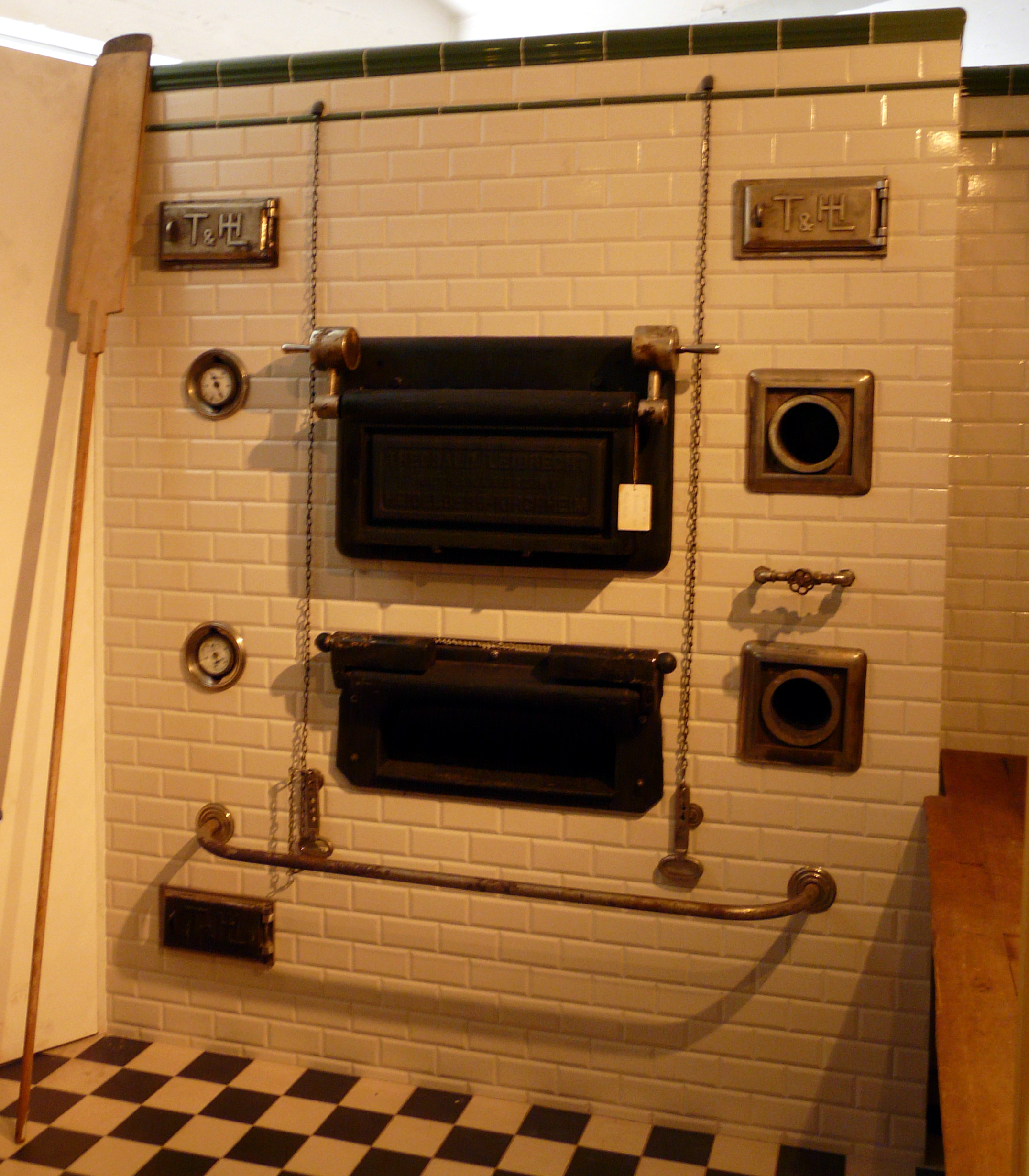
Gemauerter Backofen einer Bäckerei um 1920

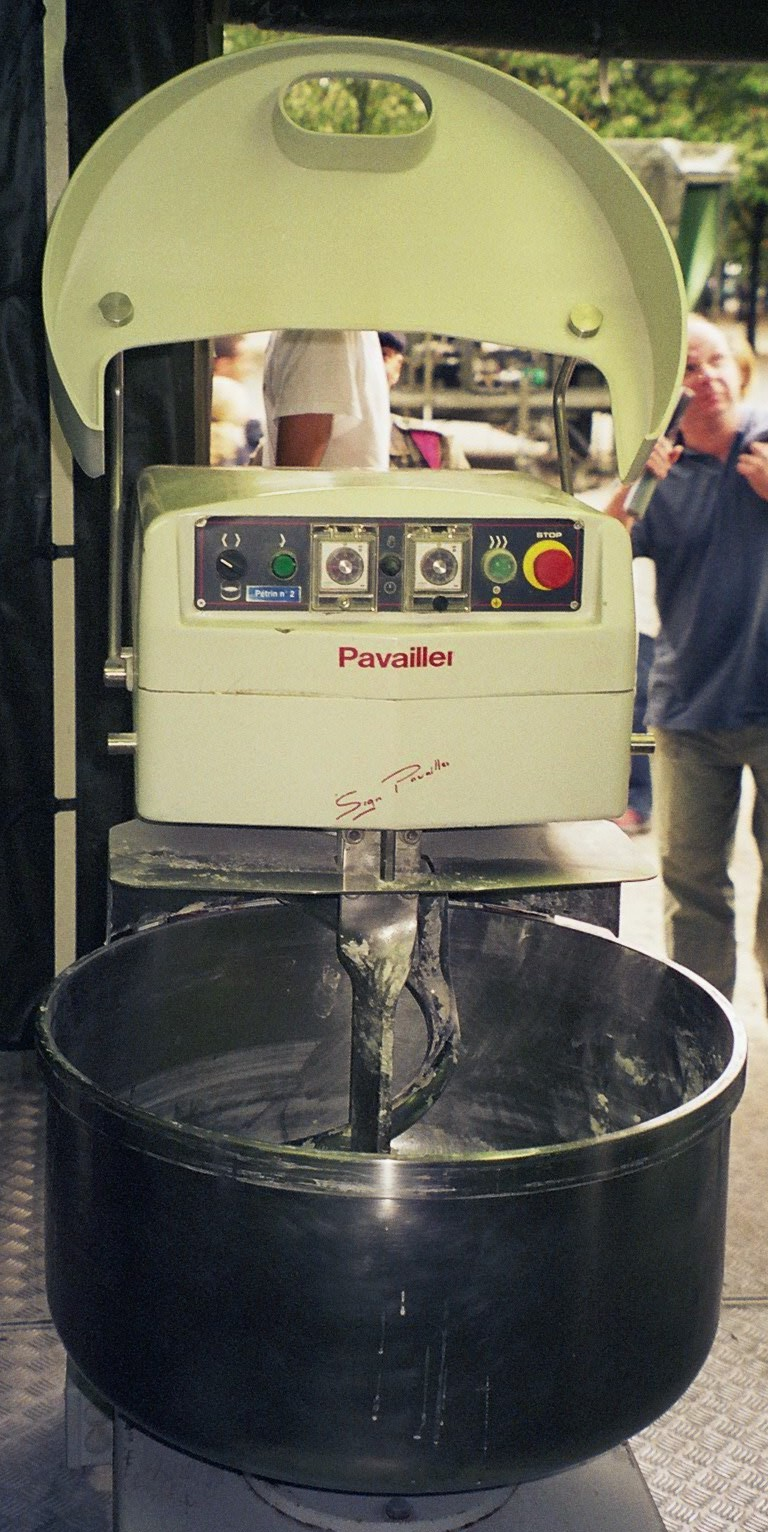
Moderne handwerkliche Knetmaschine

Die Backstube ist der Produktionsraum für die herzustellenden Backwaren. Das Wort Backstube grenzt nicht die Größe des Produktionsraumes ein. Backstuben gibt es in sehr unterschiedlichen Größen, vom klassischen kleinen Handwerksbetrieb bis hin zu weitgehend mechanisierten Großbäckereien. Bei den voll mechanisierten Backfabriken spricht man dagegen von Backstraßen.

## Zur Begrifflichkeit
Um sich Bäckerei nennen zu dürfen, muss ein verantwortlicher ausgebildeter Bäckermeister die Aufsicht über die Produktion haben. Zudem ist eine Eintragung in die Handwerksrolle verpflichtend. Der zugehörige Beruf ist der des Bäckers. Im Verkauf arbeiten in der Regel ausgebildete Bäckereifachverkäufer. Solche Voraussetzungen sind im Back-Shop nicht erforderlich, da das Aufbacken von vorgefertigten Teigstücken (welche zumeist in tiefgefrorener Form aus einer produzierenden Bäckerei angeliefert werden) keiner besonderen Ausbildung bedarf. Hier können auch Anlernkräfte beschäftigt werden.
Besteht ein Gebäude weitgehend nur aus dem gemauerten Backofen, nennt man es ein Backhaus.
Werden zusätzlich zum klassischen Bäckereisortiment auch kalte oder warme Zwischenmahlzeiten (z. B. belegte Brote und Brötchen, Pizzen, Desserts) sowie Heiß- und Kaltgetränke angeboten, zählt dies zur Bäckergastronomie.

### Einteilung nach Größe
Bäckereien zählt man je nach Größe zum Ernährungshandwerk oder zur Lebensmittelindustrie. Man kann sie nach Größe einteilen in:
- Kleinbäckereien: sie stellen kleine Mengen an Backwaren her, die sie im angeschlossenen Verkaufsraum (Laden) verkaufen.
- Mittelständische Bäckereibetriebe: Teile der Produktion sind automatisiert. Diese Bäckereibetriebe beliefern meist eine größere Anzahl von dem Unternehmen angeschlossenen Verkaufsstellen in einem begrenzten Umkreis (Stadtgebiet, Landkreis).
- Großbäckereien: die Produktion ist weitestgehend automatisiert. Die Produkte werden beispielsweise von Supermärkten oder Discountern vertrieben.
- Backfabrik: Die Produktion ist voll automatisiert. Die Produkte werden ausschließlich als Fertigpackungen über Handelsketten an die Verbraucher gebracht.
- Selbstbedienungs-Bäckerei: (z. B. die Franchise-Kette BackWerk), bei denen es sich juristisch aber nicht um Bäckereien handelt, da sie nicht in die Handwerksrolle eingetragen sind und in der Regel keinen Bäckermeister beschäftigen.

## Entstehung des Bäckerhandwerks
In den Regionen, die heute zu Deutschland gehören, ist der Beruf des Bäckers mindestens seit der Zeit Karls des Großen (768–814) bekannt. Damals arbeiteten überwiegend Leibeigene an Fronöfen oder Klosterknechte an Klosteröfen.
Durch das Wachstum der Städte bildete sich im 10. Jahrhundert der Bäckerberuf als „freier“ Berufsstand heraus. Verwendet wurde die Berufsbezeichnung „Beck“ (kurz für becker) oder „Pfister“ (vom lateinischen „pistor“). Anfangs verfügten die wenigsten Bäcker über einen eigenen Ofen. Ihre Waren buken sie daher in den stadteigenen Backhäusern.

## Bäckereiensterben
Durch die zunehmende massive Konkurrenz durch die Massenfertigung in Industriebäckereien und Tiefkühlware zum Aufbacken in den SB-Bäckereien ist der klassische Einzelhandelsbäcker in Deutschland, der Schweiz, aber auch in anderen Industriestaaten vom Aussterben bedroht. Zahlreiche Betriebe haben aus Altersgründen aufgegeben. Lag bei vielen Hausbäckern vor zehn Jahren der tägliche Brötchenverkauf bei 3000 Stück, ist dieser heute teilweise auf lediglich 1000 Stück zurückgegangen.
Viele Ketten produzieren am Fließband und liefern dann aus, SB-Bäckereien werden größtenteils mit Tiefkühlware aus dem Ausland beliefert, wo die Lohnkosten niedriger liegen (selbst unter Berücksichtigung von Transportkosten).
In Österreich findet ein Konzentrationsprozess auf größere Bäckereien statt, andererseits behaupten sich kleinere Bäckereien durch regionalen Lieferservice oder Spezialisierung auf besondere Qualitätsware.

## Statistik
In Deutschland ging die Zahl der Betriebe um 3,8 Prozent auf 9242 zurück. Die Zahl der Beschäftigten sank um 1,4 Prozent, auf 235.200, die der Auszubildenden um 8 Prozent. 2020 gab es noch 10.181 handwerkliche Betriebe mit 35.000 Filialen (rund 45.000 Verkaufsstellen). Sie beschäftigten 255.300 Mitarbeiter, davon 13.411 Auszubildende. Der Gesamtumsatz betrug 14,45 Milliarden Euro ohne Mehrwertsteuer. Durchschnittlich hat jeder Betrieb 25,1 Mitarbeiter. Der durchschnittliche Jahresumsatz pro Betrieb betrug 1,419 Millionen Euro. (Stand: 31. Dezember 2020)
Die Umsatzverteilung nach Betriebsgröße hat ihren Schwerpunkt bei großen Betrieben:
- Die mit 5,3 % kleine Gruppe der Bäckereien mit mehr als fünf Millionen Euro Jahresumsatz erwirtschaftete einen Umsatzanteil von 68,6 %.
- Betriebe mit 500.000 bis fünf Millionen Euro Jahresumsatz (33,1 % aller Betriebe) hatten einen Umsatzanteil von 24,3 %.
- Die Bäckereien mit weniger als 500.000 Euro Jahresumsatz (ca. 61,6 % aller Betriebe) erwirtschafteten ca. 7,1 % des Gesamtumsatzes.

Eine der ersten Großbäckereien um 1858 in Cainsdorf
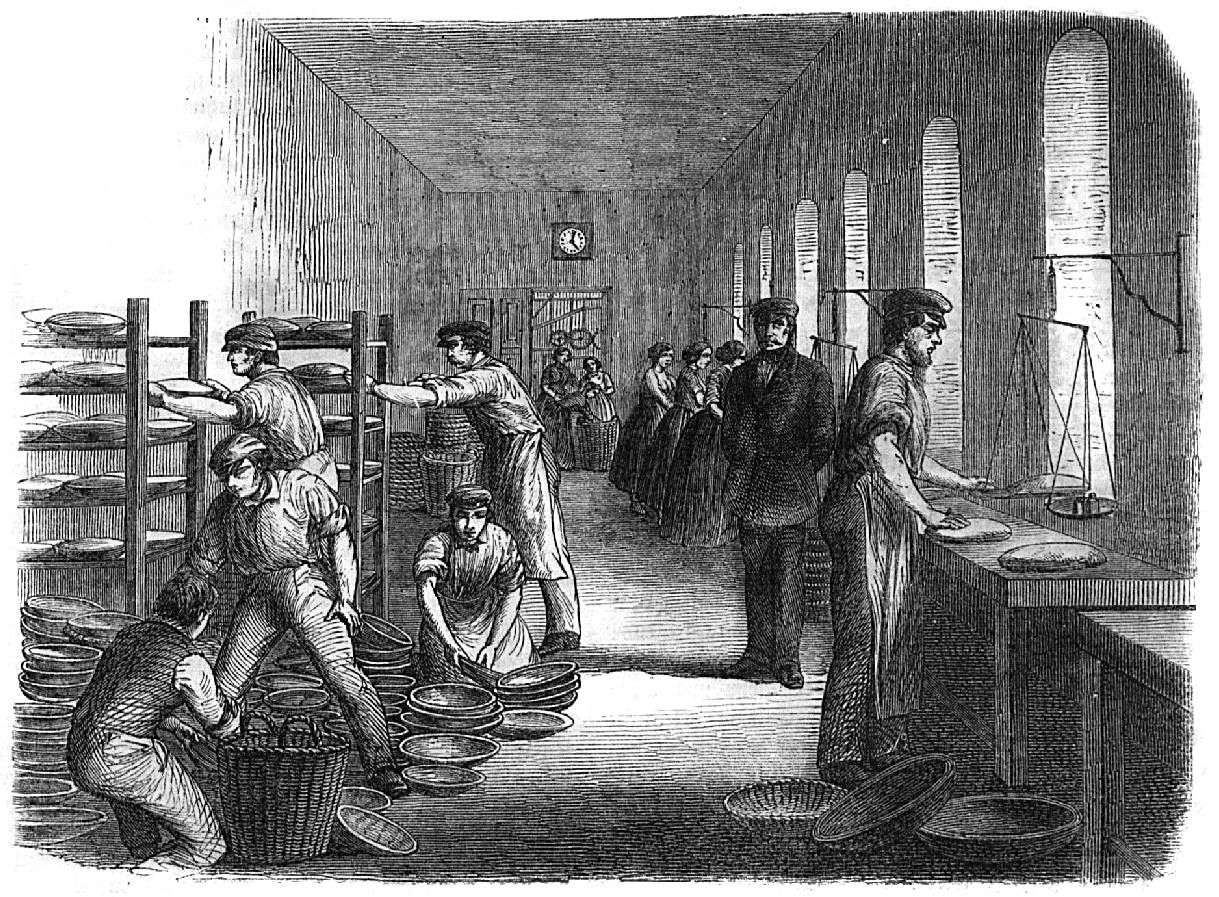
Die Wirkstube, in der der Teig noch per Hand vorgearbeitet wurde.
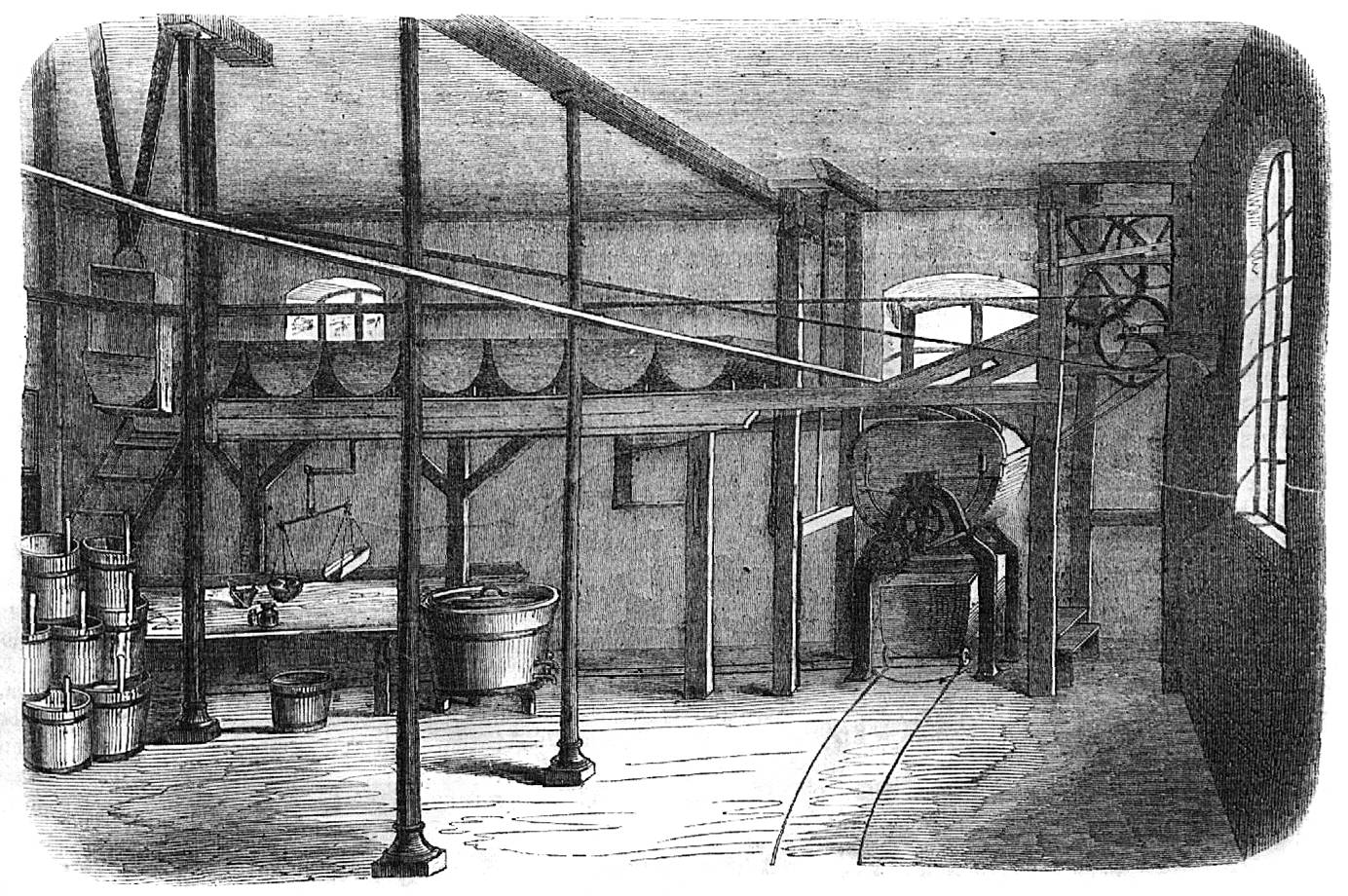
Das Teigbereitungslocal, in dem schon teilmechanisiert vorbereitet wurde
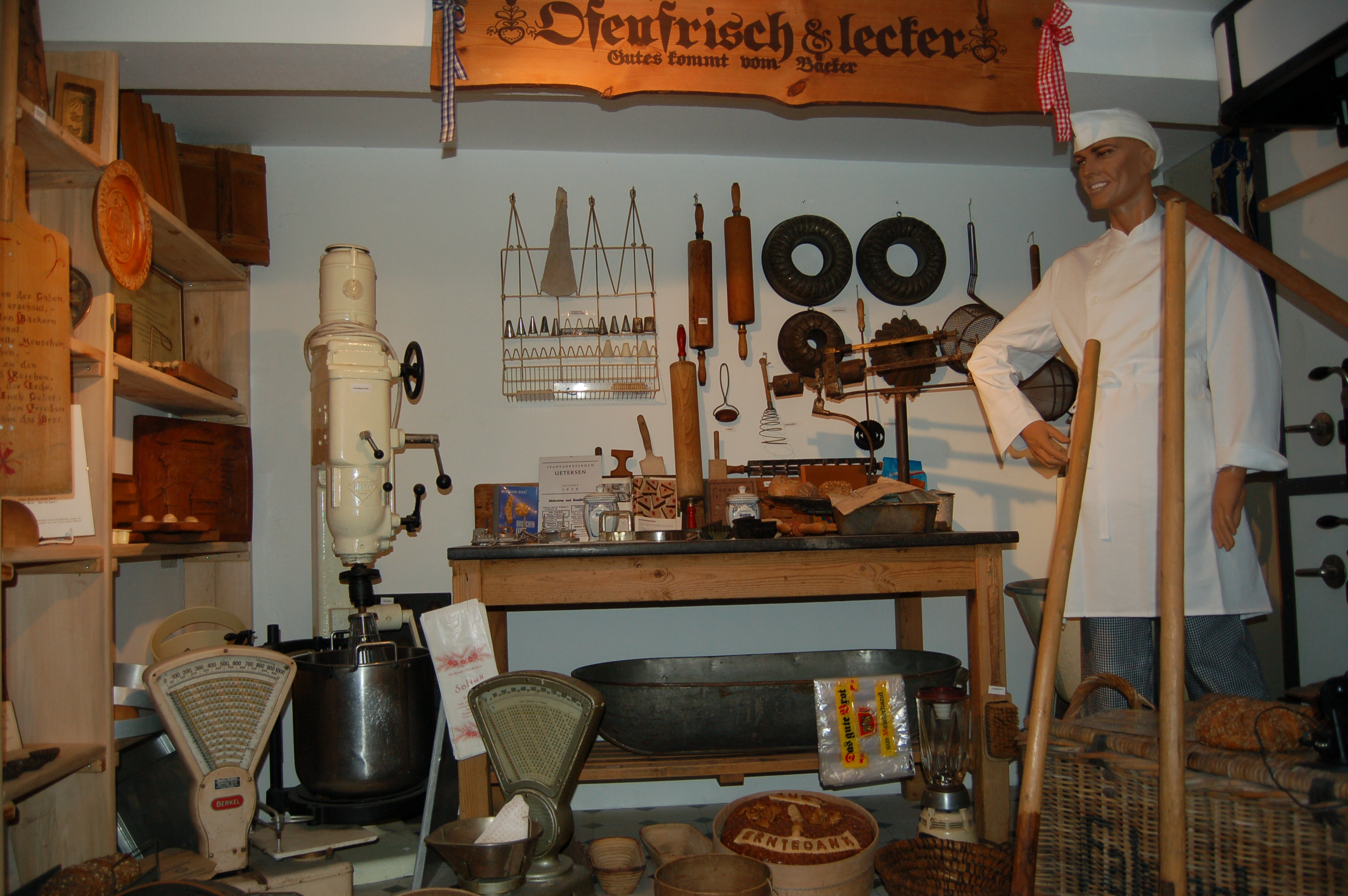
Backstuben-Museum
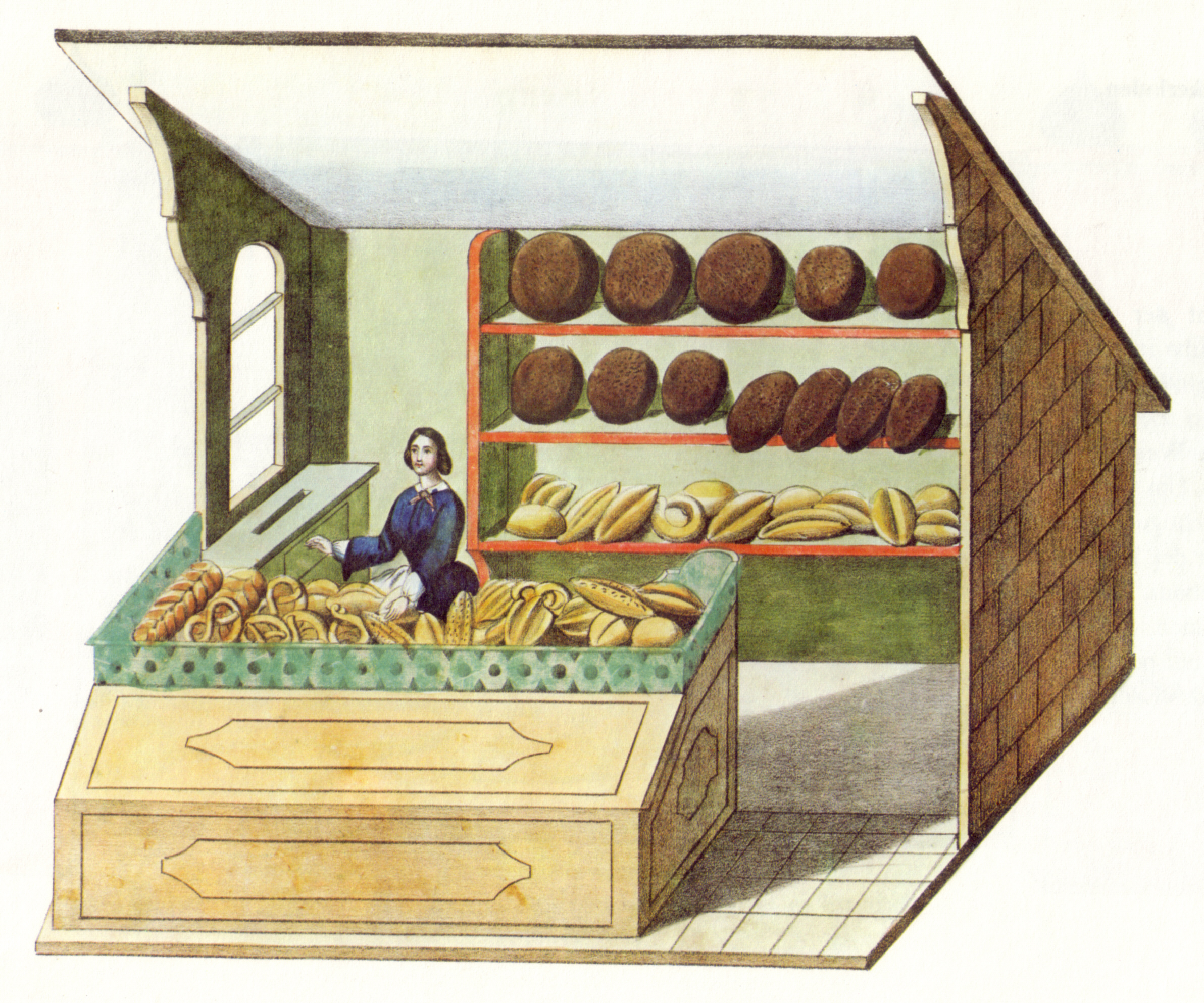
Bäckerladen (Nürnberger Spielzeug-Musterbuch des 19. Jahrhunderts)
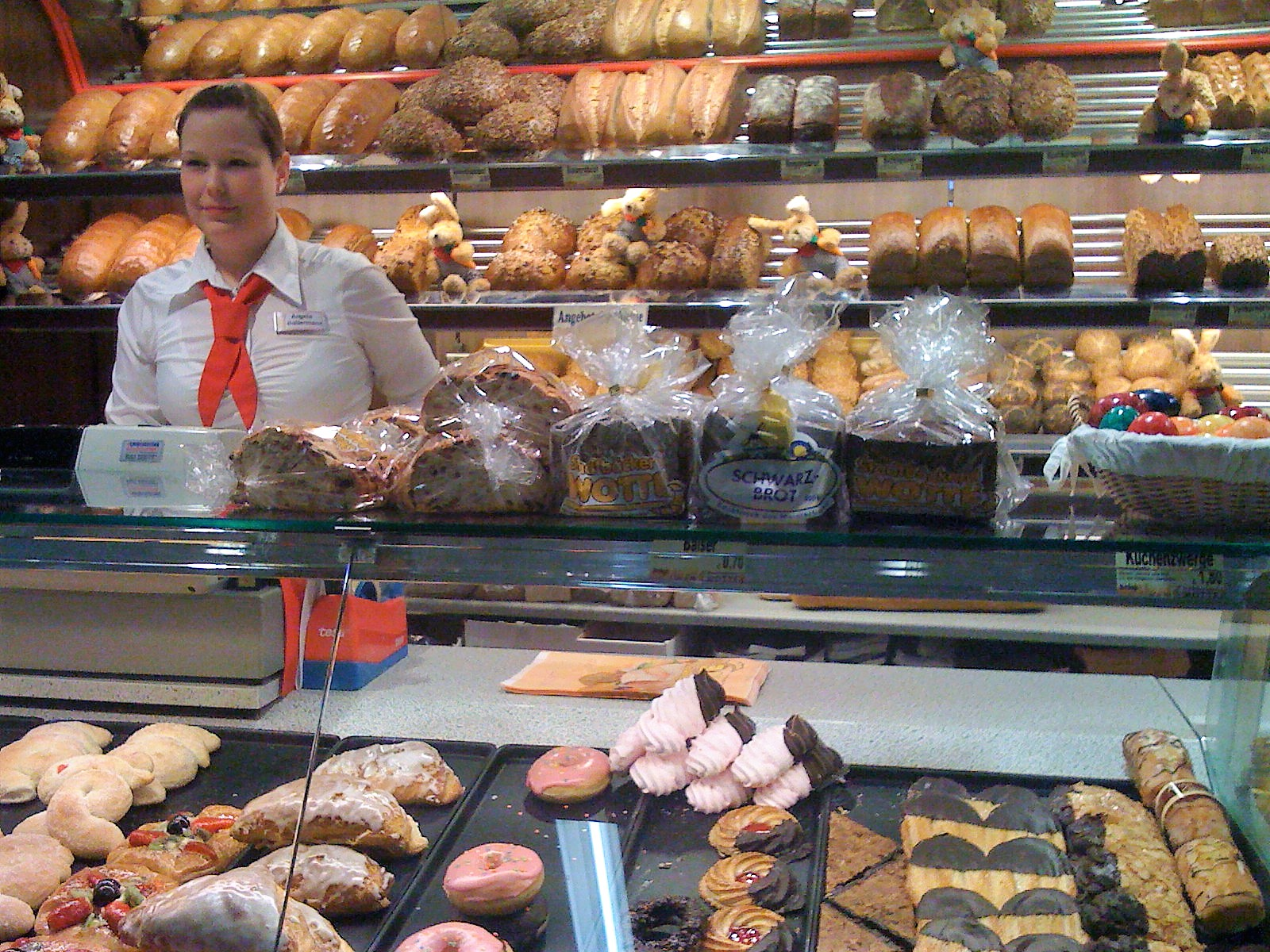
Ein moderner Bäckerladen

## Arbeitsschutz
Stolpern, Rutschen, Stürzen sind die häufigsten Unfallursachen im Backbetrieb, die durch verschmutzte oder nasse Fußböden verstärkt werden. Daher werden besondere Anforderungen an das Schuhwerk gestellt: ausreichend fester Sitz am Fuß, vorne geschlossen, Fersenhalt, rutschhemmend ausgebildete Sohlen und Absätze, Absatz mit mäßiger Höhe. Zudem sind in Backstuben die Verlegung ausschließlich rutschhemmender Fußbodenbeläge und eine schlagschattenfreie Beleuchtung wichtig.
Aufgrund der Hygiene-Anforderungen in der Lebensmittelzubereitung kann es zur Reizung der Haut durch häufiges Waschen und Desinfektion der Hände, Tragen flüssigkeitsdichter Handschuhe sowie der Arbeit im feuchten Milieu und dem Umgang mit Laugen und Reinigungsmitteln kommen. Zur Vermeidung von Hauterkrankungen sollten vorbeugende Hautschutzmaßnahmen ergriffen werden. 
Der bei der Vermahlung, der Teigherstellung und -aufarbeitung oder bei unsachgemäßer Reinigung entstehende Mehlstaub belastet die Atemwege und kann Atemwegserkrankungen wie Bäckerasthma auslösen. Gemäß Gefahrstoffverordnung (GefStoffV) ist die Mehlstaubbelastung zu minimieren. Gesundheitsgefahren durch Stäube lassen sich durch bestimmte Maßnahmen verringern, etwa durch den Einsatz von gekapselten Maschinen. 
Geräte wie Teigteilmaschinen können schwere Verletzungen verursachen.
Wenn keine ausreichende Lüftung und Kühlung im Bereich der Backöfen möglich ist, können die Beschäftigten mit Kühlbekleidung ausgestattet werden.
Unter bestimmten Umständen bestehen in Backstuben Explosionsgefährdungen durch eine explosionsfähige Atmosphäre aus Gemischen von Luft mit Mehl- bzw. Getreidestaub, Gasen (z. B. Flüssiggas) oder brennbaren Flüssigkeiten (z. B. Backtrennmittel). Eine wirksame Zündquelle kann diese zur Explosion bringen. Betriebe müssen ein Explosionsschutzdokument erstellen, dass die Ergebnisse der Gefährdungsbeurteilung zum Explosionsschutz und die daraus abzuleitenden Sicherheitsmaßnahmen enthält.